# 自然資源開採

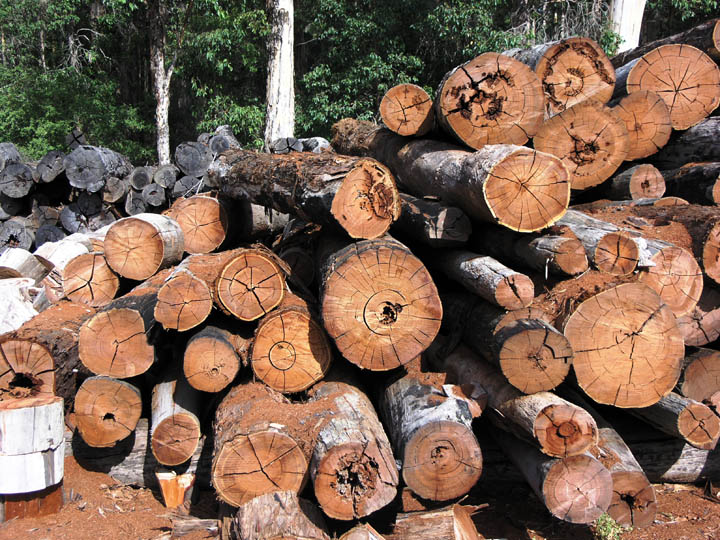
伐木取得的木料。

自然資源開發利用（英語：Exploitation of natural resources）指的是利用自然資源以促進經濟增長，但exploitation有剝削、濫用及過度開發的涵義，此字的言外之意有負面的成分。自然資源受到開發，會導致環境退化，而退化後會對當地經濟發展有不利的影響。
人類從19世紀第一次工業革命開始，其開發原材料（如採礦業）和加工（透過使用蒸汽機和機械）的規模遠大於從前。到20世紀，能源消耗更是迅速增加。今日世界消耗的能源約有80%來自化石燃料，其中包括石油、煤炭和天然氣，全部經由開採而來。
另被人類開發的有位於地層下的礦物（如用於生產工業物資的金屬），這些是不可再生資源。集約農業的生產方式是會阻礙自然環境（眾多例子如導致陸地生態系統中的森林退化和水域生態系統中的水污染）中的一個。隨著世界人口的增加和經濟成長，這種不可持續的原材料開採方式會造成自然資源枯竭，而日益受到人們的關注。

## 為何資源會受過度開採
- 技術複雜性增高，促使開採快速及有效率。例如過去依賴鋸子，需長時間才能砍倒一棵樹。技術進步後，森林砍伐速率大幅增強。[5]
- 人口數量增加。聯合國統計世界人口在2017年為76億。預計到2050年增至約100億，到2100年將增至約110億。擴張的人口強化對資源的需求。[6]
- 消費主義文化。唯物主義觀點導致大量開採黃金和鑽石來生產無助於人類生活的珠寶。消費主義還導致開採資源，數量超過生活所需（例如快時尚），造成浪費。
- 對自然資源過度的需求往往會經激烈的競爭而導致衝突。國際非政府組織全球見證和聯合國等均對此有記錄。
- 人們對此現象卻無體認，更遑論會思考如何去減少消耗和開發。[7]

## 開發的後果

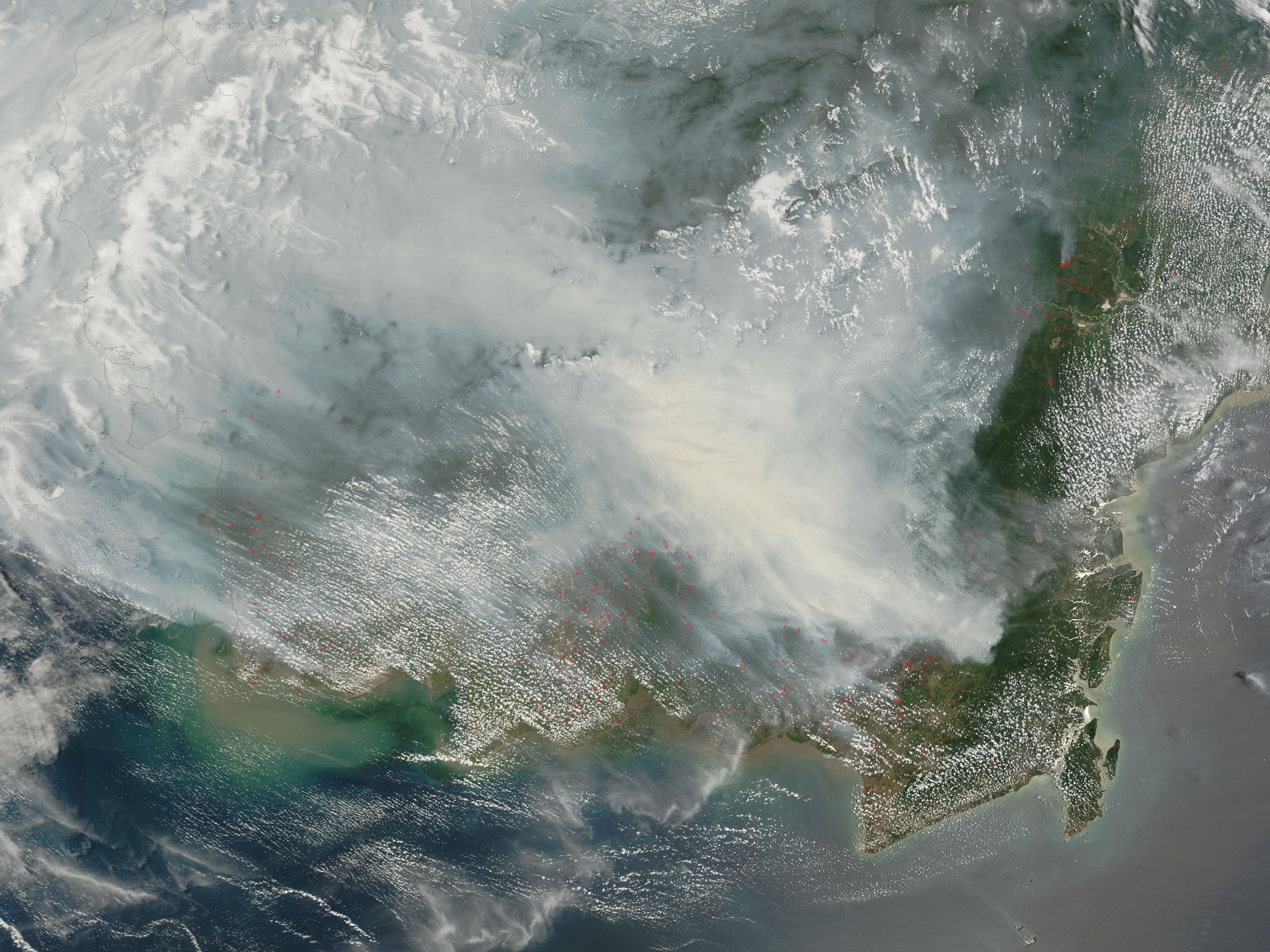
NASA泰拉衛星在2006年10月5日攝得濃煙密佈的加里曼丹島空照圖。這類事件通常是人們在旱季（8-10月）因清理森林或是從事農業活動時的焚燒，火勢失控後發生在森林，或是泥炭沼澤森林大火的結果。

自然資源並非取之不盡，不關心和過度消耗這些資源會產生以下的後果：
- 森林砍伐[8]
- 沙漠化[9][10]
- 物種滅絕（參見全新世滅絕事件）
- 強制遷移
- 土壤侵蝕作用
- 石油枯竭（英语：Oil depletion）[11]
- 臭氧層消耗
- 溫室氣體增長
- 極端能源（Extreme energy，美國漢普郡學院教授麥克·克萊爾（英语：Michael Klare）稱因開發而會破壞環境的能源（如油砂、緻密油、頁岩油、水力壓裂等）為極端能源)
- 自然災害
- 金屬和礦物枯竭

## 對當地社會的影響

### 開發中國家

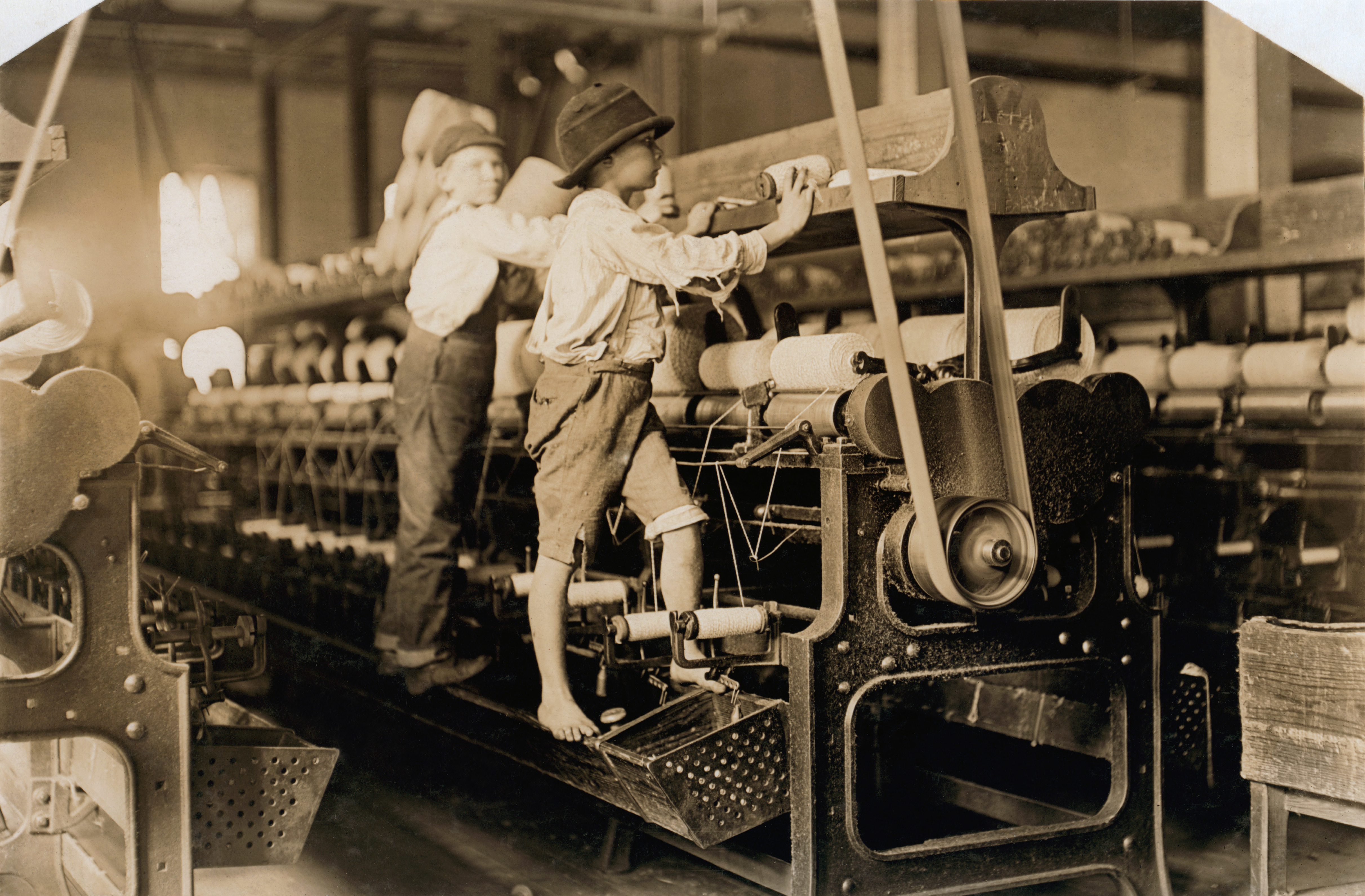
於美國喬治亞州梅肯紡織廠內的童工（1909年）。

當礦業公司進入開發中國家開採原材料時，為贏得當地人的合作，會盡力宣傳其進入對當地社會的好處，而少提潛在的負面影響。這些好處主要是在經濟發展方面，可提供政府所無的服務，例如衛生中心、警察部門和學校。但隨著經濟發展，金錢成為人們追逐的對象，會引發當地發生未曾處理過的重大衝突。這些衝突是由於當地人受消費主義價值觀影響，更具有自我中心主義的觀點而出現。

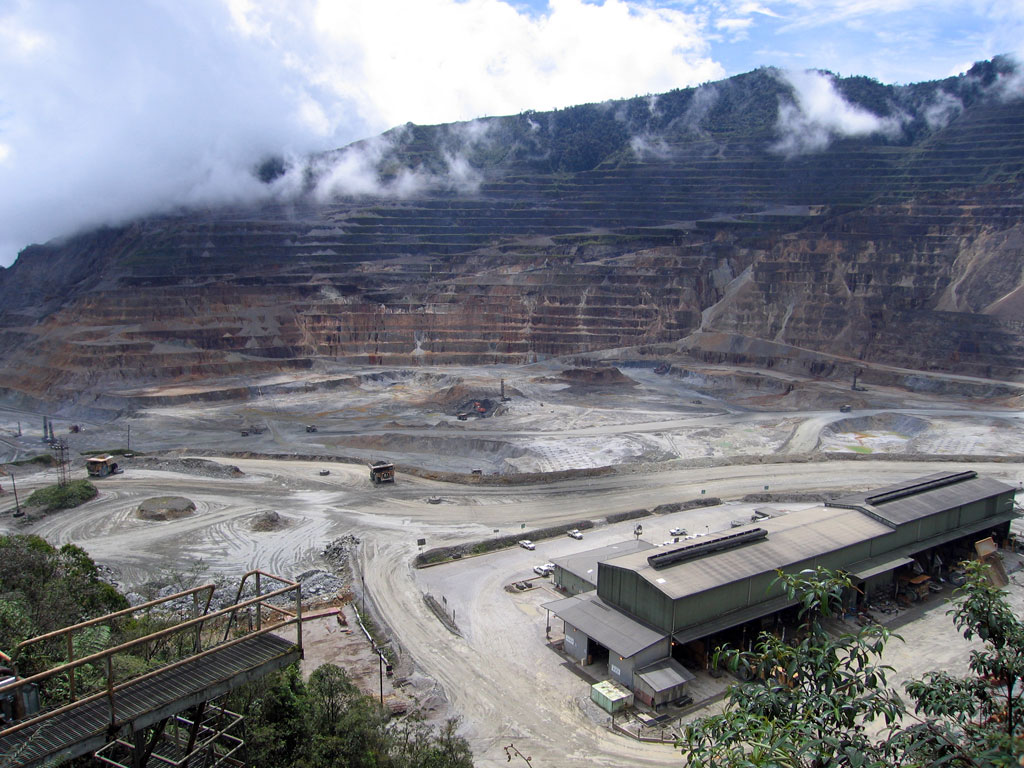
Ok Tedi礦場，露天採礦一景

在巴布亞新幾內亞的露天開採礦場Ok Tedi礦場所出現的的即為開採自然資源發生重大負面影響的一例。當必和必拓進入當地地開採銅礦和金礦後，原住民的經濟情況大有進展。但一開始在當地人中經常發生土地權利和採礦利益分配的糾紛。隨後發生的Ok Tedi環境災難也清楚展現開發自然資源的潛在負面影響。由採礦產生的尾礦導致河水變淺，河流改道，其中毒性物質污染Ok Tedi河沿岸的天然供水，水生生物因之大量死亡。當一家礦業公司在開發中國家開採原材料完畢及離開後，當地人民必須處理已遭破壞的社區環境，以及因礦業公司的存在所刺激的經濟發展是否仍能長期維持，是個值得關注的問題。